# Ussel (Lot)
Ussel è un comune francese di 74 abitanti situato nel dipartimento del Lot nella regione dell'Occitania.

## Società

### Evoluzione demografica
Abitanti censiti